# ラルズ
株式会社ラルズ（RALSE）は、北海道の道央地区を中心にスーパーマーケット「スーパーアークス」「ビッグハウス」「ラルズプラザ」などを展開するアークスグループの中核企業。本社は、札幌市中央区南13条西11丁目2-32。

## 概要
1961年に株式会社ダイマルスーパーとして創業。商号はその後大丸産業株式会社（だいまるさんぎょう）、大丸スーパー株式会社（だいまるスーパー）と変遷。1989年（平成元年）3月に丸友産業株式会社（金市舘）と合併し株式会社ラルズとなった。
2002年に持株会社制に移行することに伴い、株式会社ラルズが株式会社アークスに商号を変更し純粋持株会社となり、同時にアークスから会社分割で小売事業などの営業権を新たに設立した株式会社ラルズ（現在の法人）に継承させた。アークスグループを形成した段階でのラルズは法人として2代目となる。
なお、北海道にはラルズネットという不動産関連会社が存在するが全くの無関係である。

## 歴史

### 設立の経緯
東京に本社を置く海産物商社、野原産業の北海道支店が、主力商品の魚かすの売れ行きが輸入物の影響で落ち込み、売れ残った魚かすを飼料として消化するため、1960年春、養豚事業に参入した。翌年ハムメーカーに出荷する予定だったが、出荷直前に豚肉相場が急落。約束は反故にされ、大量に抱え込んだ豚肉を売りさばく為、小売業に進出することとなった。
当時の野原産業常務兼北海道支店長の外岡尚清は、ライオンズクラブの仲間で狸小路商店街で洋品店を営み、後に当社2代目社長となる中山大五郎とともに、うなぎ専門店「かど屋」に頻繁に出入りするようになり、かど屋創業者の新道喜久治と知り合った。中山は経営的に苦しかったかど屋の経営を助けようと、1960年12月に運営会社「大丸物産」を立ち上げ、中山が社長、外岡が専務となった。大丸の「大」は大五郎が由来。
かど屋の経営が上向き始めたころ、今度は野原産業の養豚業がうまくいかなくなり、売れ残った豚を、かど屋時計台店の店頭で豚肉を売ったり、とんかつにして出したりしたが、それでも豚肉の在庫は一向に減らなかった。そのため、商業界ゼミナールの指導役として活動し、流通革命論やスーパーマーケット経営に詳しかった新道は、野原産業のスーパーマーケット参入を発案した。

### ダイマルスーパーとして設立
こうして1961年10月、野原産業の子会社としてダイマルスーパーを設立。役員は全員非常勤で、新道や中山が名を連ねた。スーパーの実務は新たに雇った店長以下30人ほどの社員に委ねられた。11月7日に1号店の山鼻店を開店した。当時野原産業入社2年目だった現会長の横山清は、1961年12月に出向を命じられ、ダイマルスーパー営業部長に就いた。1963年4月、2号店となる伏見店を現在の札幌市中央区南14条西19丁目に開業。横山が初代店長を兼務した。
親会社野原産業が北海道から撤退し、ダイマルスーパーは地場資本の企業として独立。1964年、2代目社長に中山大五郎が就任した。公職も多かったため、大丸スーパーの日々の経営は専務の横山に任せていた。しかし、中山は狸小路商店街振興組合理事長、日専連理事長、札幌商工会議所副会頭などを歴任。地元商店街のリーダー的存在であったため、新規出店に消極的であった。

### ラルズ
1989年3月に道内主要都市にて衣料品チェーン店を展開していた「金市舘」のうち、同社の小売事業を分割した丸友産業株式会社と経営統合し、株式会社ラルズとなった。大丸スーパーは金市舘札幌店（のちのラルズプラザ札幌店・ラルズマート札幌店、2014年6月8日閉店）の地下に出店しており、そのことが縁となった。「ラルズ」の社名はRising、Affluent、Life、SEerviceの頭文字を取ったものである。なお当初はエブリディロープライスから取った『エルディ』にする予定であったが、ライオンの商品でエルディという名前が宣伝されるようになったため取り止められた。
ラルズとなってから、1989年12月に株式会社コーセーから14店舗の営業を引き受けた。
2002年3月、ユニークショップつしまの苫小牧市からの撤退に伴い、展開していた4店のうちの2店舗を約10億円で取得した。当時ラルズは苫小牧には1店舗で、全道ドミナント戦略を加速する同社にとって店舗網が手薄なエリアの一つであった。

### アークス設立
2002年に持株会社制に移行することに伴い、株式会社ラルズが株式会社アークスに商号を変更し純粋持株会社となり、同時にアークスから会社分割で小売事業などの営業権を新たに設立した株式会社ラルズ（現在の法人）に継承させた。アークスグループを形成した段階でのラルズは法人として2代目となる。
2008年3月には以前よりアークスグループ傘下にあった株式会社ホームストア（本社：室蘭市）を吸収合併し6店舗を継承。2016年2月には株式会社丸しめ志賀商店（本社：余市町）を買収して13店舗を継承した。

## 沿革
- 1961年（昭和36年）
  - 10月 - 株式会社ダイマルスーパー設立[11]。
  - 11月7日 - 第1号店（山鼻店）開店[11][4]。
- 1964年（昭和39年）11月 - 商号を大丸産業株式会社に変更。
- 1969年（昭和44年）8月 - 商号を大丸スーパー株式会社に変更。
- 1980年（昭和55年）6月 - シジシージャパンに加盟。
- 1987年（昭和62年）6月 - CIを導入し、ストアネームを大丸スーパーからフレッティ大丸に変更。
- 1989年（平成元年）
  - 3月 - 丸友産業株式会社（金市舘）と合併。商号を株式会社ラルズに変更。札幌市豊平区平岸1条1丁目に本社を移転[11]。
  - 4月 - ラルズとしての第1号店（ラルズストア北野店）開店。
  - 6月 - ストアネームを変更（金市舘→ラルズプラザ、丸友ストア→ラルズストア、フレッティ大丸→フレッティ）。また、新ブランドとして「ラルズマート」誕生。
  - 12月 - 株式会社コーセーの14店舗を譲受（後にストアネームをラルズマートに変更）。
- 1994年（平成6年）4月 - ラルズストア太平店をビッグハウスに転換（ラルズ運営のビッグハウス1号店）。
- 2002年（平成14年）
  - 3月 - ユニークショップつしま（本社：函館市）[注 3]が苫小牧市から撤退するにあたり、2店舗を譲受[10]。
  - 11月 - 商号を株式会社ラルズから株式会社アークスに変更。同時に会社分割を行い、全ての営業内容を承継した（新）株式会社ラルズ（現法人）を設立して、株式会社アークスは純粋持株会社へ移行。
- 2006年（平成18年）11月 - スーパーアークス第1号店（スーパーアークス菊水店）開店。
- 2008年（平成20年）
  - 3月1日 - 室蘭市に本社があるホームストアを吸収合併。6店舗を継承。
  - 10月1日 - 本社事務所をそれまでの札幌市豊平区平岸1条1丁目9番6号から、現在地（旧・日特建設札幌支店ビル）へ移転。
- 2016年（平成17年）2月5日 - 余市町に本社があるスーパーチェーンシガ及び余市スーパーを運営する、丸しめ志賀商店の全ての事業を買収。13店舗を継承。
- 2020年（令和2年）3月20日 - 「スーパーチェーンシガ真駒内店」が「ラルズマート真駒内上町店」への転換により「スーパーチェーンシガ」の店舗が消滅。

## 事業所
- 本社 - 札幌市中央区南13条西11丁目2-32[12]
- 室蘭地区本部 - 室蘭市中島本町2丁目8-1[13]
- 後志地区本部 - 小樽市長橋2丁目17-23[14]

### かつての事業所
- 旧本社 - 札幌市豊平区平岸1条1丁目9-6[11]
現在はグループ会社の東光ストア、エルディの本社として使用されている[15][16]

## ストアブランド
ラルズで使われている屋号。
- スーパーアークス
  - 2006年から使われている。食品スーパー・総合スーパーの大型店。ビッグハウスの「一物三価」システムを引き継いでいる。ロゴには生活の中の「ワイルドカード」でありたいという思いを込め、アスタリスクをデザインに取り入れた。ショッピングセンターのテナントとして入居しているケースがあるほか、ビッグハウスの大型店から転換した店舗もある。
- ビッグハウス
  - 1994年に導入した食品ディスカウントストア。店舗規模は大型店または中型店。広い店舗面積でまとめて買えば安くなる「一物三価」システムが特徴。元はベル開発（後のベルプラスで、現在はベルジョイス）のシステムだが、CGCグループでそのノウハウが公開されており、ラルズが導入した経緯を持つ。ラルズストアから業態転換した店舗もある。なお、ビッグハウスはアークスグループ外の別会社により全国各地に展開している。
- ラルズストア
  - 1989年から使われている。食品のほか衣料品も扱う中型総合スーパー。丸友産業の「丸友ストア」を継承した店舗で使われたのが始まり。ビッグハウスが導入された1994年以降はこの屋号での新規出店はない。「ラルズマート」「ビッグハウス」「スーパーアークス」へ転換された店舗も多い（店舗によっては衣料品の取り扱いも中止）。2022年9月4日をもって平岸店（札幌市豊平区）が一時閉店（同年9月23日にスーパーアークスに転換）した以降は、大麻駅前店（江別市）の1店舗のみの展開となっている。
- ラルズマート
  - 1989年から使われている。食品スーパーで小型店。コーセーの「コーセー」から継承した店舗で使われたのが始まり。衣料品の取り扱いを中止した「ラルズストア」や、ラルズ自体の食品専門スーパー「フレッティ」から転換された店舗も多い。当初はラルズのコーポレートロゴとほぼ同一のロゴを使用していたが、1998年から「アーバンゴリラプロジェクト」による店舗を展開。赤と緑を使用した独自のロゴになった（石山店を除く）。
- フレッティ
  - （株）ラルズとなる前の大丸スーパー（株）当時から使われている店舗名で、「大丸スーパー」→「フレッティ大丸」→「フレッティ」と変遷した。運営会社の商号が「ラルズ」となってからは、「ラルズマート」への転換が進んでおり[注 4]、2022年当初現在では琴似店（札幌市西区）の1店舗のみとなっている。
- ホームストア
  - 2008年にホームストアを吸収合併したことで継承。新日本製鐵（現・日本製鉄）室蘭製鉄所系の購買部門（当時従業員社宅付近に店舗が設置された）から発展したスーパーマーケット。主に食品を扱う小型店で、室蘭市と登別市で展開している。
- ラルズプラザ
  - 衣料品・生活用品を扱う。丸友産業から継承した「金市舘」から屋号を変更したもの。本業態はアークスグループ他社は扱っておらず、ラルズが本来の営業圏である道央以外にも出店している。狸小路商店街にあったラルズプラザ札幌店が2014年6月8日に閉店した以降は、芦別店（芦別市）と稚内店（稚内市）の2店舗のみの展開となっている。

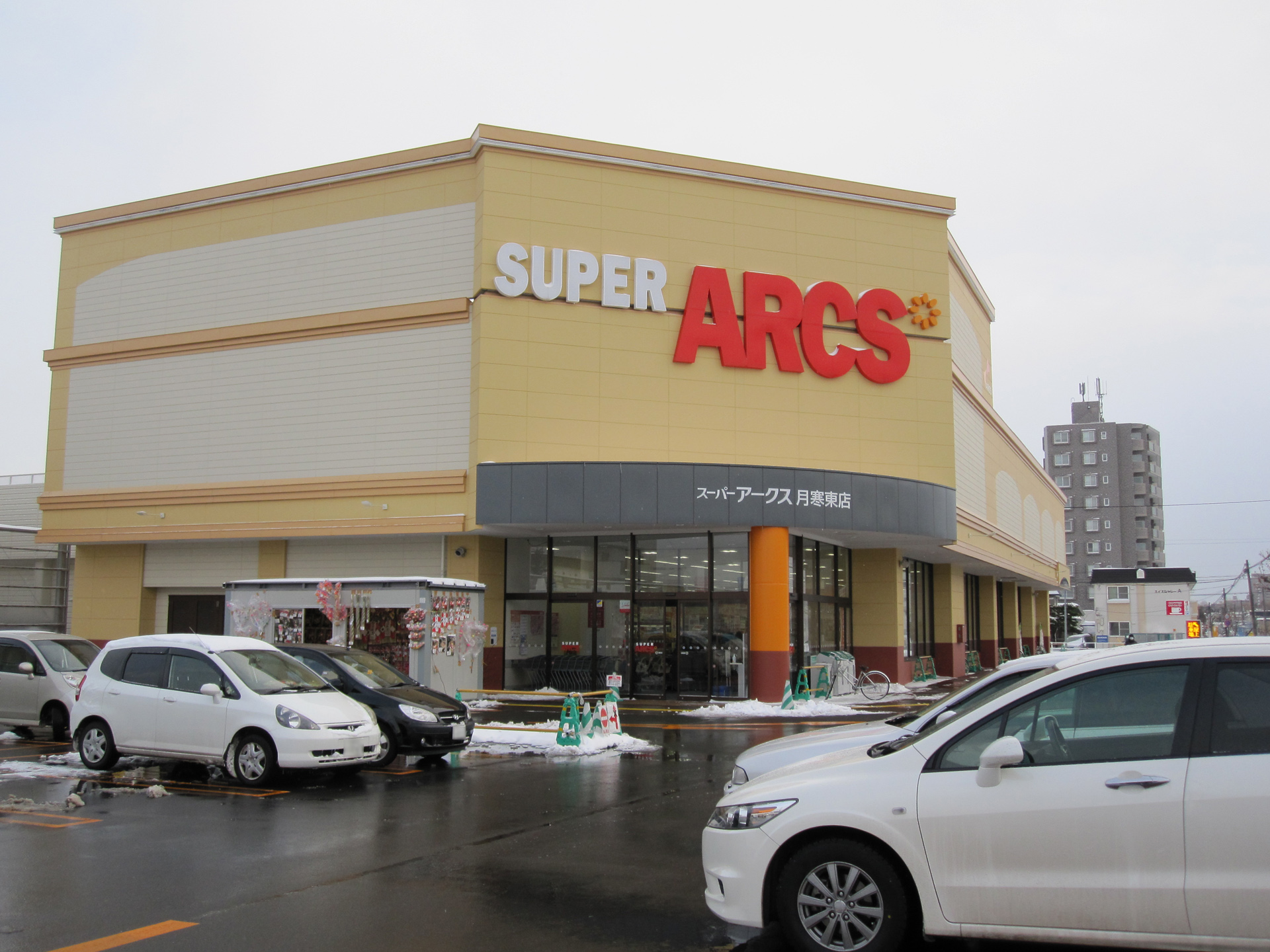
スーパーアークス月寒東店（2011年12月）
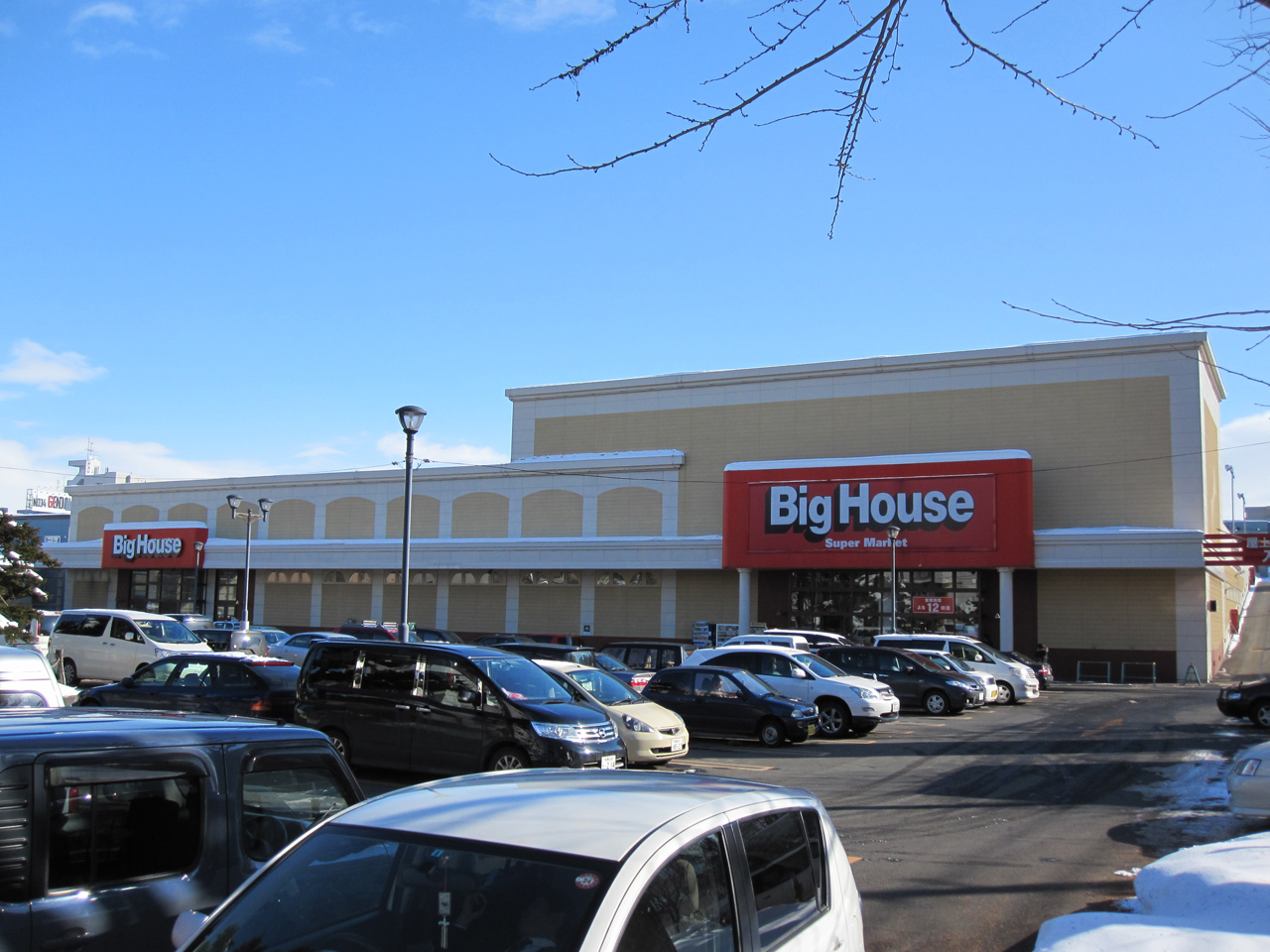
ビッグハウス白石店（当時、2012年1月） ※現・スーパーアークス店舗
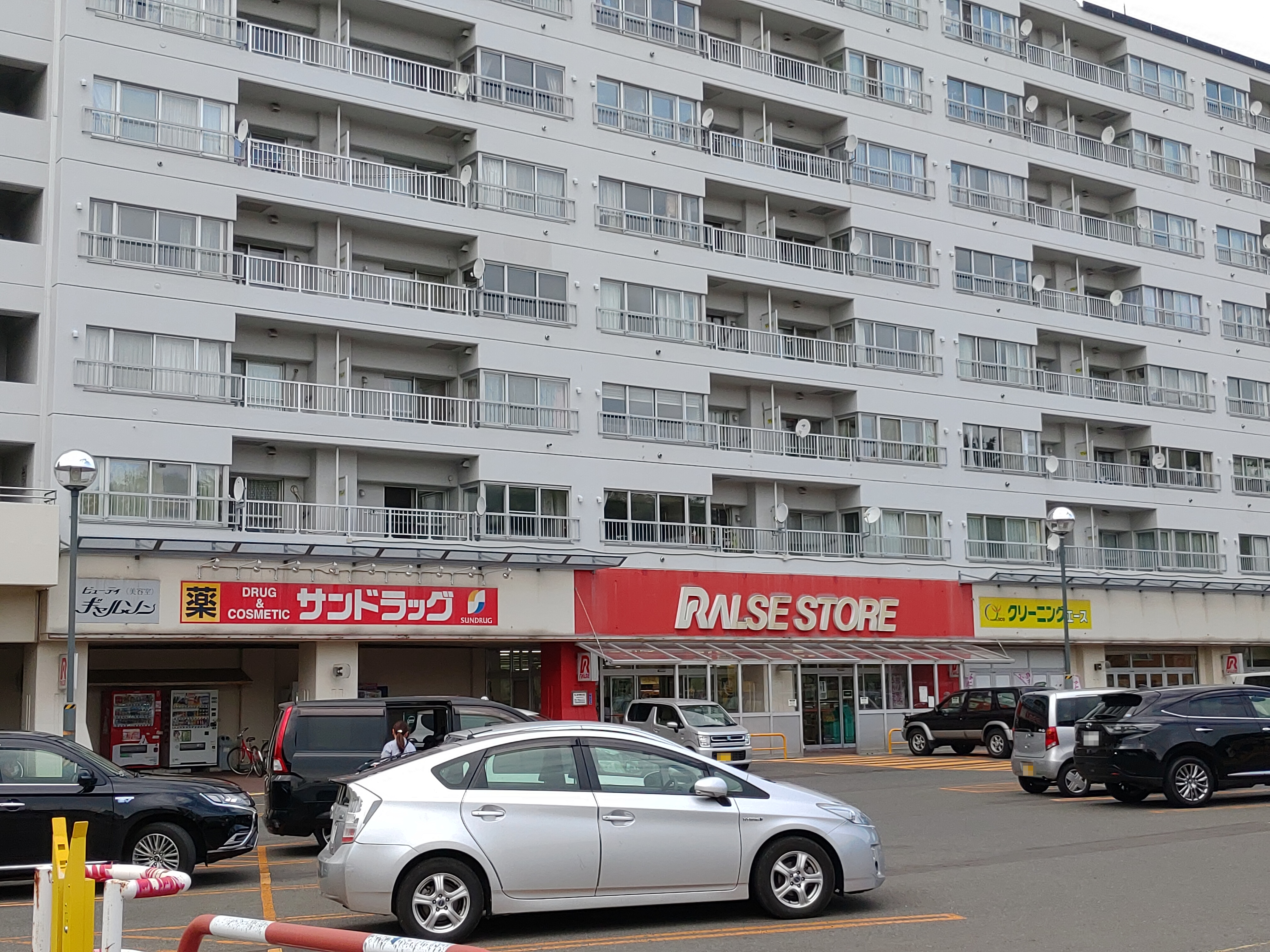
ラルズストア大麻駅前店（2021年8月） ※サンドラッグと併設 ※イトーヨーカドー跡地に出店
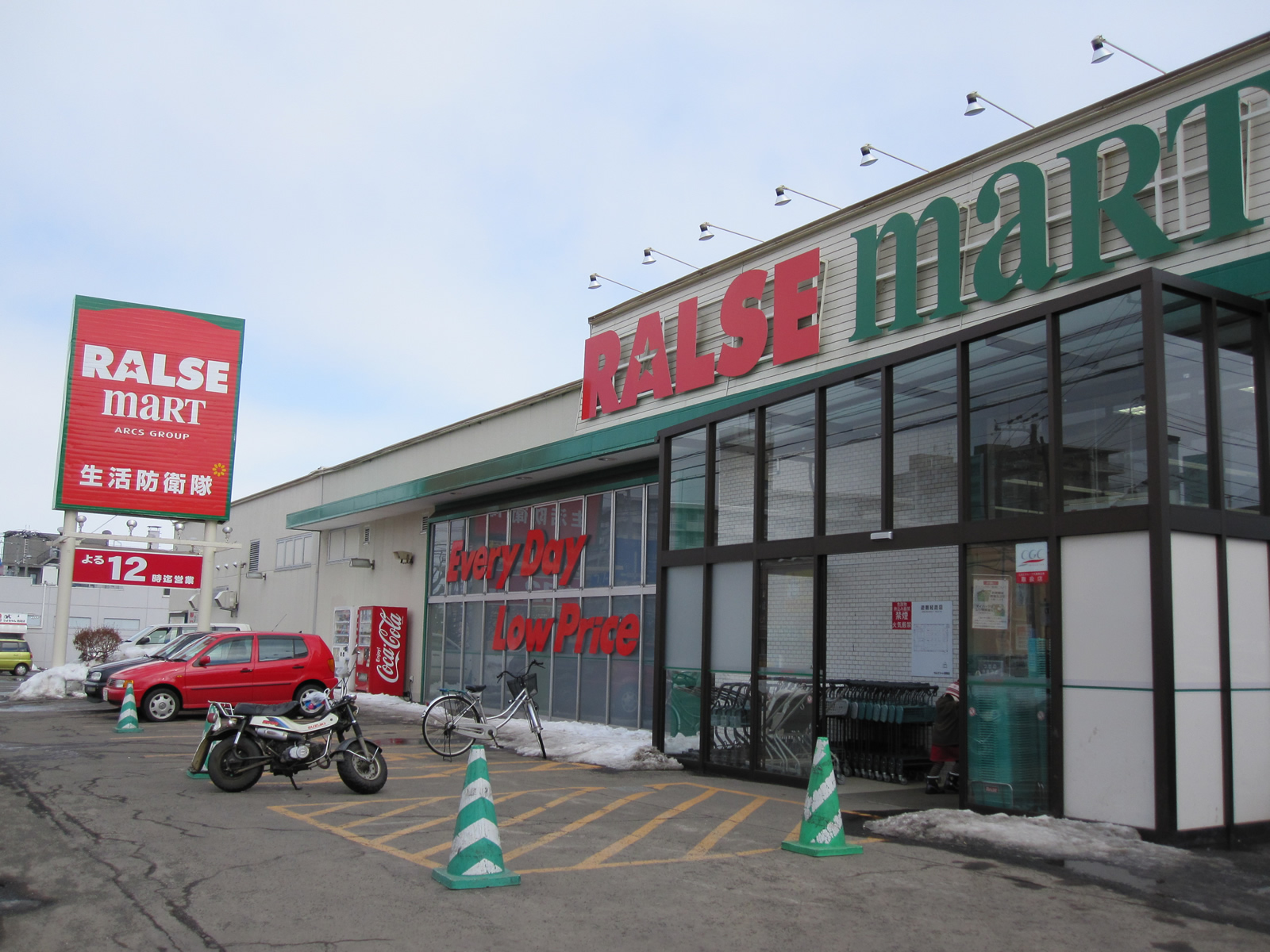
ラルズマート西岡店（2012年3月） ※元・フレッティ店舗
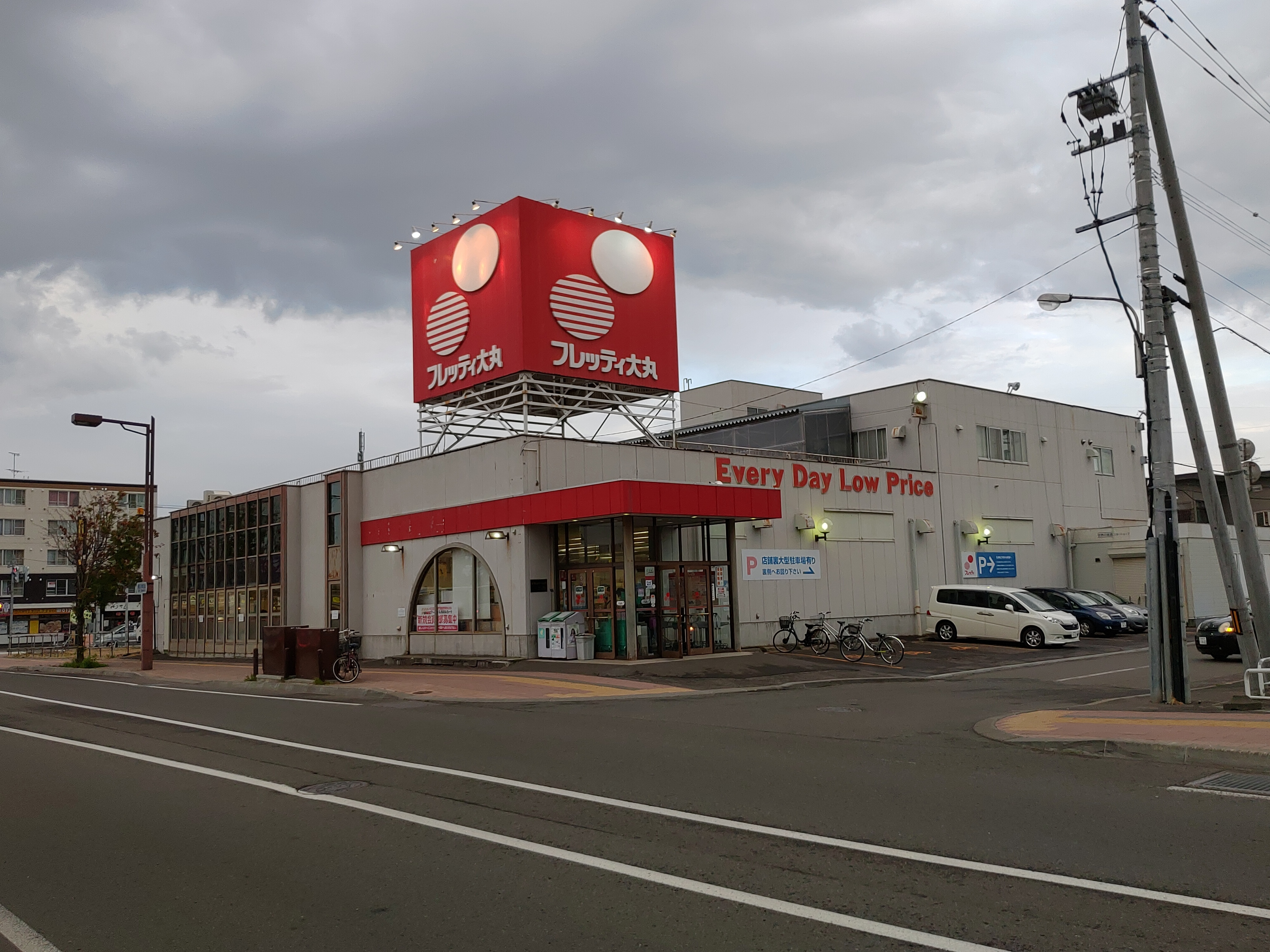
フレッティ琴似店（2021年8月）
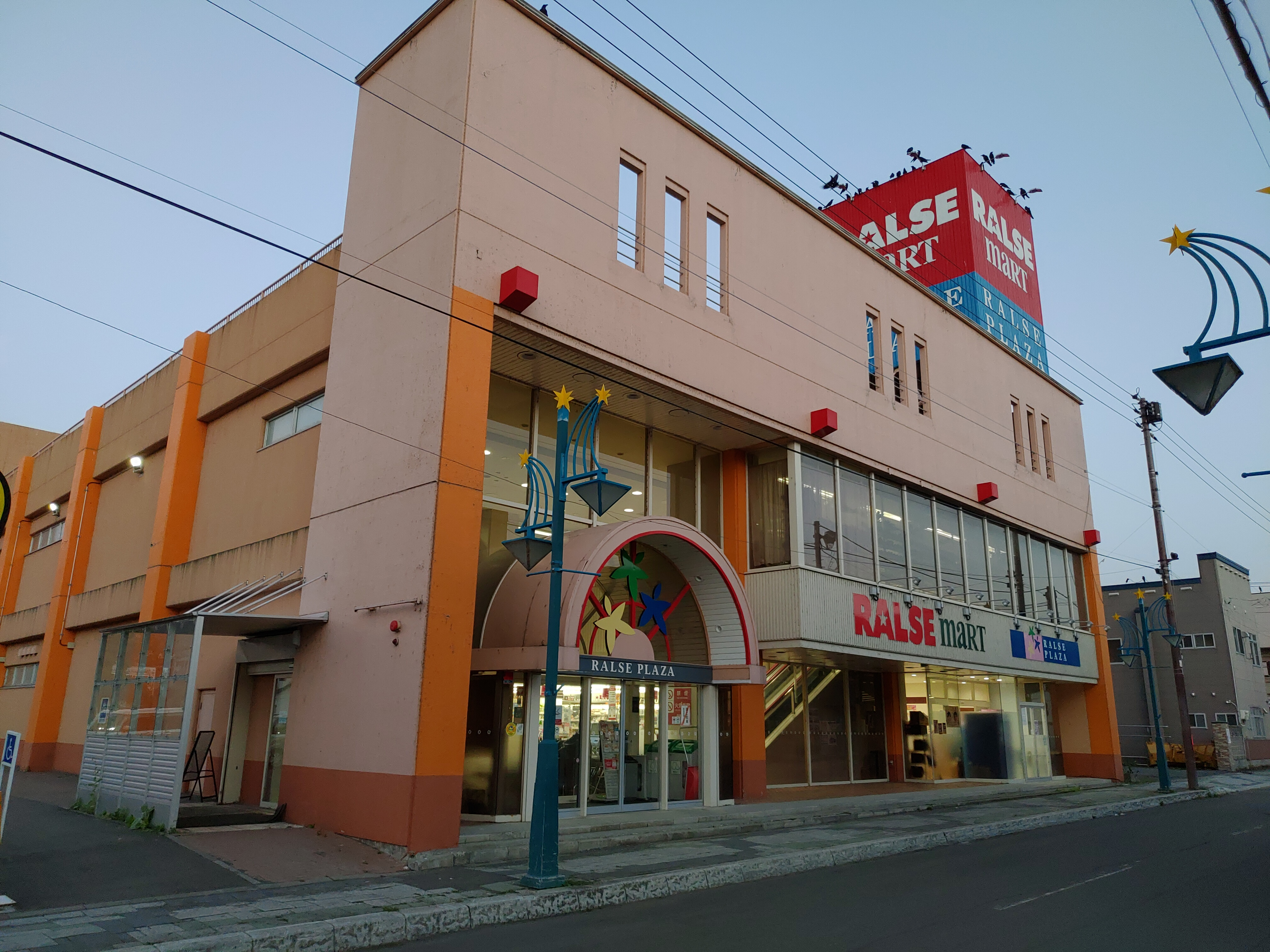
ラルズプラザ芦別店（2021年8月） ※ラルズマート芦別店（道北アークス運営）と併設

### 過去に使用していたストアブランド
- スーパーチェーンシガ
2016年に丸しめ志賀商店を買収して、営業権を継承したもの。札幌市、石狩市、小樽市、余市町で展開していた食品スーパー。余市町内は「余市スーパー」とも。順次店舗規模に応じて「スーパーアークス」「ラルズマート」への転換が進められ、真駒内店のラルズマート転換によりブランド名が消滅。既存のラルズマート真駒内とは直線距離で1kmも離れておらず、同じ会社のスーパーの商圏としては異例であるが、同社は当面の間2店舗体制をとるとしている。

## 店舗
ラルズ内での転換店舗
- スーパーアークス
  - 山鼻店（札幌市中央区） - 「ラルズマート」から転換。
  - ノース（札幌市北区） - 「ビッグハウス」から転換。
  - 発寒店（札幌市西区） - 「ラルズストア」→「ラルズマート」から転換。
  - 苗穂店（札幌市東区） - 「ビッグハウス」から転換。
  - 光星店（札幌市東区） - 「フレッティ」→「ビッグハウス」から転換。
  - 白石店（札幌市白石区） - フレッティ白石店を移転（スクラップアンドビルド）してビッグハウス白石店として開業（2005年9月29日）したのち、スーパーアークスに転換（2023年6月23日）。
  - 星置店（札幌市手稲区） - 「ビッグハウス」から転換、パストラル星置内。
  - 宮の沢店（札幌市手稲区） - 「ラルズストア」から転換、宮の沢ショッピングセンター内。
  - イースト（札幌市厚別区） - 「ビッグハウス」から転換。
  - 北野店（札幌市清田区） - 「ラルズストア」から転換。
  - 平岸店（札幌市豊平区） - 「ラルズストア」から転換。
  - 美園店（札幌市豊平区） - 「ラルズマート」から転換。
  - 大麻店（江別市） - 「ビッグハウス」から転換。
  - 当別店（当別町） - 「ラルズストア」から転換。
  - 千歳店（千歳市） - 「ビッグハウス」から転換。
  - 奥沢店（小樽市） - 「スーパーチェーンシガ」から転換。
  - 長橋店（小樽市） - 「スーパーチェーンシガ」から転換。
  - 野幌店（江別市） - 「ビッグハウス」から転換[18]。
  - 光洋店（苫小牧市） - 2024年2月9日「ビッグハウス」から転換[19]。
  - 明野店（苫小牧市） - 2024年7月18日「ビッグハウス」から転換[20][21]。
  - 明徳店（苫小牧市） - 2024年11月8日「ビッグハウス」から転換[22]。
  - サウス（札幌市南区） - 2025年3月7日「ビッグハウス」から転換[23]。
- ビッグハウス
  - 太平店（札幌市北区） - 「ラルズストア」から転換。ラルズ運営のビッグハウス1号店。
    - ラルズストアに隣接して営業していた食品スーパー「西村」が閉店するにあたり、同店舗の跡地も買い取った上で開業した[24]。

  - 里塚店（札幌市清田区） - 「ラルズストア」から転換。
- ラルズマート
  - 西岡店（札幌市豊平区） - 「フレッティ」から転換。
  - 16条店（札幌市中央区） - 「フレッティ」から転換。
  - 伏見店（札幌市中央区） - 「スーパーチェーンシガ」から転換。
  - 中島公園店（札幌市中央区） - 「スーパーチェーンシガ」から転換。
  - 真駒内上町店（札幌市南区） - 「スーパーチェーンシガ」から転換。シガ時代の店名は真駒内店。
  - 山の手店（札幌市西区） - 「フレッティ」から転換。
  - 伏古店（札幌市東区） - 「ラルズストア」から転換。
  - 花川南店（石狩市） - 「スーパーチェーンシガ」から転換。シガ時代の店名は花川店。
  - 当別駅前店（当別町） - 「フレッティ」から転換。
  - 手宮店（小樽市） - 「スーパーチェーンシガ」から転換。
  - 桜町店（小樽市） - 「スーパーチェーンシガ」から転換。
  - おたる山の手店（小樽市） - 「スーパーチェーンシガ」から転換。シガ時代の店名は山の手店。
  - 黒川店（余市町）  - 「余市スーパー」 から転換。余市スーパー時代の店名は（余市スーパー）本店。
  - 西部店（余市町）  - 「余市スーパー」 から転換。
  - 入舟店（余市町）  - 「余市スーパー」 から転換。

アークスグループ内での転換店舗
- ラルズマート
  - 恵み野店（恵庭市） - 福原から譲渡され、「フクハラ」から転換。
  - 島松店（恵庭市） - 福原から譲渡され、「フクハラ」から転換。

ユニークショップつしまからの転換店舗
- ビッグハウス
  - 明野店（苫小牧市） - ユニークショップつしまから譲渡され、「Uバリュー」から転換[10]。2024年7月4日、「スーパーアークス」へ転換（上述）のため閉店[20]。
  - 光洋店（苫小牧市） - ユニークショップつしまから譲渡され、「Uバリュー」から転換[10]。2024年1月27日、「スーパーアークス」へ転換（上述）のため閉店[25]。

特徴のある店舗
- スーパーアークス
  - エクスプレス（札幌市北区） - マックスバリュ新川店跡に開店。
  - 新琴似店（札幌市北区）- ホクレンショップ新琴似店跡に開店。
  - 東苗穂店（札幌市東区）- ホクレンFood Farm東苗穂店跡に開店。
  - 長都店（千歳市） - イトーヨーカドー千歳店跡に開店、ちとせモール内。
  - 中島店（室蘭市） - 2007年にホームストア中島店を移転する形でMORUE中島のテナントとして開店（移転当時は（株）ホームストアが運営）。
  - 室蘭中央店（室蘭市） - 長崎屋室蘭中央店跡に開店。
  - 伊達店（伊達市） - グルメシティ伊達店跡に開店。
- ラルズストア
  - 大麻駅前店（江別市） - イトーヨーカドー大麻店跡に開店。
- ラルズマート
  - 中島公園店（札幌市中央区） - 丸しめ志賀商店が「スーパーチェーンシガ」として、2003年にコープさっぽろ中島公園店跡に開店したものを継承（2018年にラルズマートに転換）。
- ホームストア
  - （2代目）輪西店（室蘭市） - 2012年10月25日にぷらっと・てついち内に開店。元々、ぷらっと・てついちの食品スーパーは志賀綜合食料品店の綜合食品のしが輪西店が入居していたが、志賀綜合食料品店の経営悪化により2011年7月に生活協同組合コープさっぽろが継承しコープさっぽろしが輪西店となった。コープさっぽろしが輪西店は（初代）ホームストア輪西店や弥生ショッピングセンターとの競争激化を受け、2012年8月20日に閉店。その後を受け、（初代）ホームストア輪西店を2012年10月17日に閉店したうえで移転開業した[26][27]。

## 閉店した店舗
ラルズが継承した店舗については、ラルズの運営になった後閉店したものを記述する。

### ラルズプラザ
- 札幌店（札幌市中央区） - 2014年6月8日閉店[28][29]。跡地は地下1階にゲオ札幌狸小路２丁目店、1〜4階にベガスベガス狸小路二丁目店、5階に快活CLUB札幌狸小路2号店、6階にダイソー狸小路2丁目店が入居。
- 留萌店（留萌市） - 2010年3月閉店。
- 網走店（網走市） - 2009年4月閉店。
- 北見店（北見市） - 閉店したビルディング百貨店（1927年開店）建物（地上5階・塔屋1階）を再利用し、1961年開店（当時の商号は「金市舘北見支店」。1989年、「ラルズプラザ北見店」に商号変更）。2004年9月閉店。その後、入居した大槻薬局の入居を機に建物名称を「大槻ビル」に改称。2015年（平成27年）12月頃に閉店・空きビルとなり、建物は解体の上、ホテルルートイン[30]を新築（2016年12月14日に開業）。
- 岩見沢店（岩見沢市）[31] - 2001年9月閉店[32]
- 釧路店（釧路市） - 1994年1月閉店。跡地は解体の上、現在はホテルルートインとなった。
- 金市舘滝川店（滝川市） - 1991年6月閉店。

### ラルズマート
- 西岡中央店（札幌市豊平区） - 「フレッティ」から転換。2014年2月28日閉店。解体された後、スシロー豊平西岡店が出店。
- 北都店（札幌市白石区） - ラルズマート新ほくと店へスクラップアンドビルドの為2006年1月29日閉店。跡地は興亜第一交通白石営業所が入居。
- 札幌店（札幌市中央区） - 「フレッティ」から転換。ラルズプラザ札幌店の地階に入居していた。2014年6月8日閉店[28][29]。跡地にはゲオ札幌狸小路2丁目店が入居。
- 大麻銀座店（江別市） - ジョイ大麻店跡に2008年2月出店し、2010年9月に閉店。ラルズマート閉店後はトライアル江別大麻店が入居。
- 苫小牧駅前店（苫小牧市） - 苫小牧駅前のegao（ダイエー苫小牧店の食品フロア跡）に2006年2月24日出店。2013年4月30日閉店。

### フレッティ
- 新琴似店（札幌市北区） - 2004年6月23日閉店。跡地はダイソーが入居。
- 麻生店（札幌市北区） - 新琴似9条にあった。跡地は北海市場新琴似店となるが閉店。区画整理により新琴似第一公園となった。
- 元町店（札幌市東区） - 元町駅前にあった。
- 白石店（札幌市白石区） - ビッグハウス白石店（現・スーパーアークス白石店）へスクラップアンドビルド（移転）の為、2005年に閉店。跡地はツルハドラッグ平和通り店が入居。
- 美園店（札幌市豊平区） - 解体された後、現在はみよしの美園店とスターバックス札幌美園店。閉店から数年後の2003年8月8日、ラルズマート美園店（現・スーパーアークス美園店）が美園地区に再出店した。
- 月寒東店（札幌市豊平区） - スーパーアークス月寒東店へスクラップアンドビルド（移転）のため2010年10月18日に閉店。跡地はサツドラ月寒東店が入居。

### ホームストア
- （初代）輪西店（室蘭市） - 2012年10月17日閉店。その後前述の通り、近隣のショッピングセンター「ぷらっと・てついち」内に移転した。

### スーパーチェーンシガ
- 大川店（余市町） - 2016年8月31日に閉店。